# Erzbistum Maracaibo

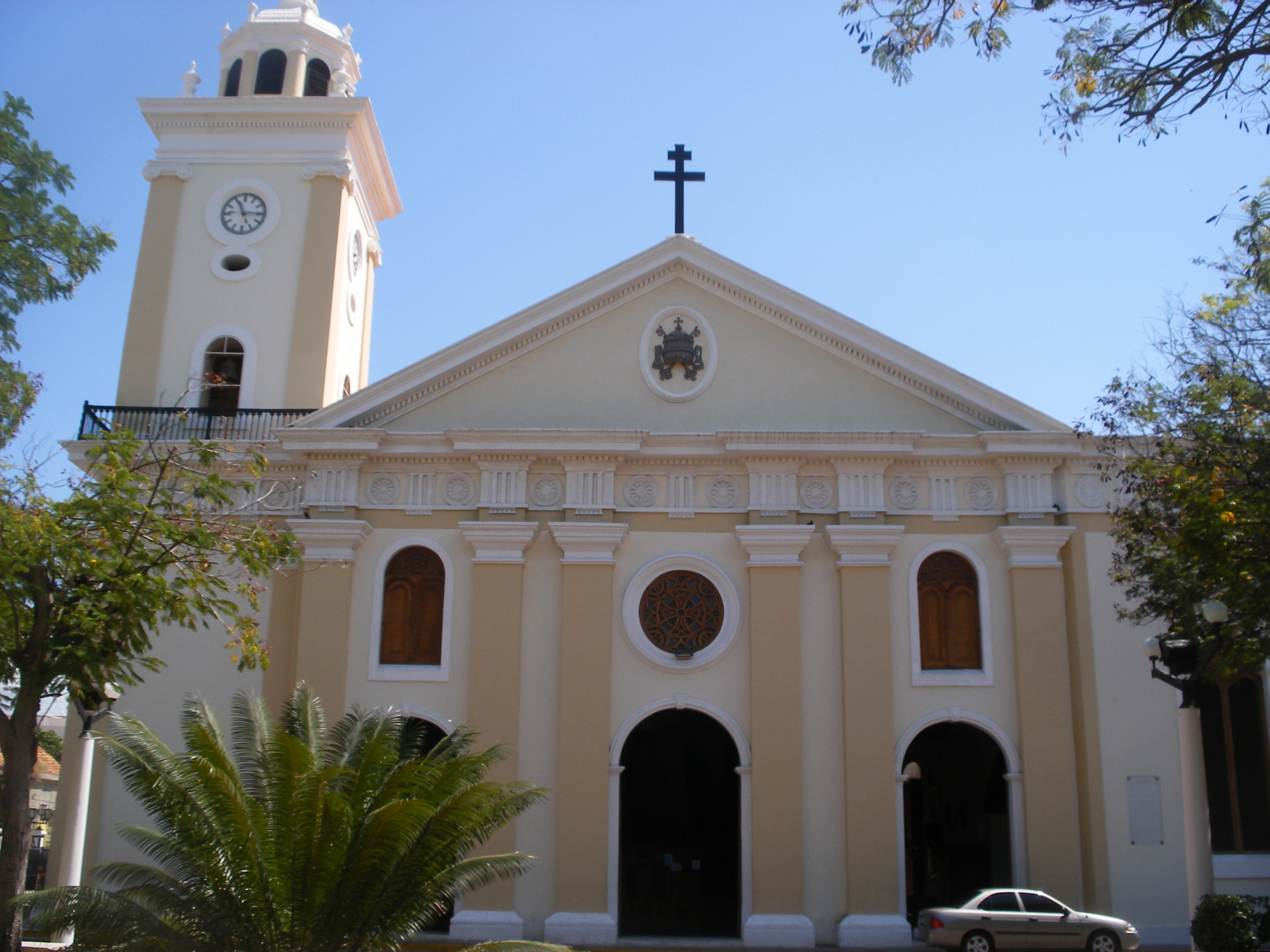
Kathedrale von Maracaibo

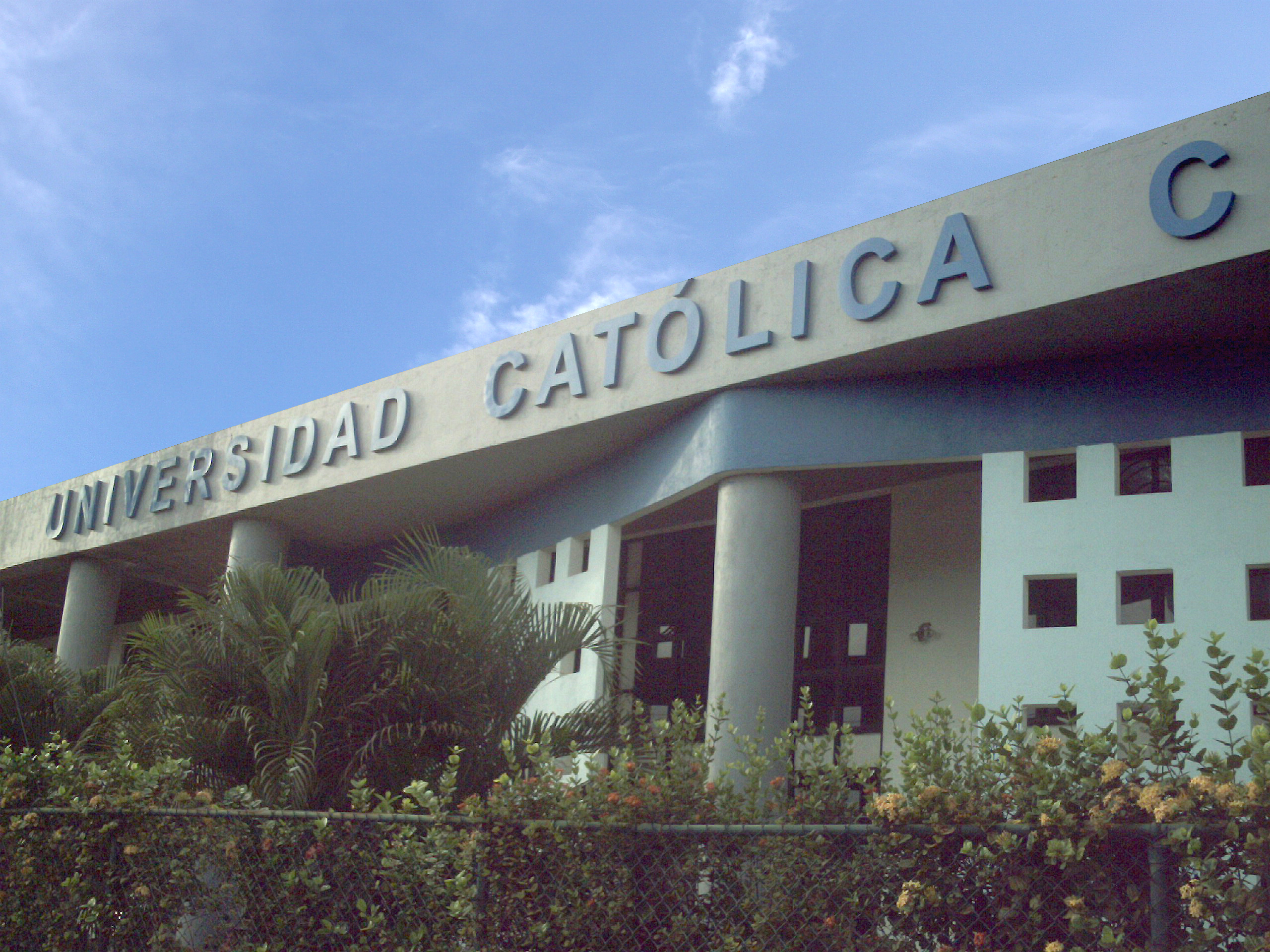
Universidad Católica Cecilio Acosta

Das Erzbistum Maracaibo (lat.: Archidioecesis Maracaibensis, span.: Archidiócesis de Maracaibo) ist eine in Venezuela gelegene römisch-katholische Diözese mit Sitz in Maracaibo. Es umfasst den östlichen Teil des venezolanischen Bundesstaates Zulia.

## Geschichte
Papst Leo XII. gründete das Bistum Zulia am 28. Juli 1897 aus Gebietsabtretungen des Erzbistums Mérida und es wurde dem Erzbistum Caracas, Santiago de Venezuela als Suffraganbistum unterstellt. 
Am 2. Januar 1953 nahm es den Namen Bistum Maracaibo, an. In den Rang eines Metropolitanerzbistums wurde es am 30. April 1966 erhoben. Im Jahr 1983 wurde in Maracaibo die Katholische Universität Universidad Católica Cecilio Acosta gegründet.
Teile seines Territoriums verlor es zugunsten der Errichtung folgender Bistümer:
- 26. Mai 1943 an das Apostolische Vikariat Machiques;
- 23. Juli 1965 an das Bistum Barinas;
- 7. Juli 1994 an das Bistum El Vigía-San Carlos del Zulia.

## Ordinarien

### Bischöfe von Zulia
- Francisco Marvéz (21. Oktober 1897–17. Dezember 1904)
- Arturo Alvarez Celestino (16. August 1910–18. Dezember 1919, dann Koadjutorbischof von Calabozo)
- Marcos Sergio Godoy (8. März 1920–2. Januar 1953)

### Bischöfe von Maracaibo
- Marcos Sergio Godoy  (2. Januar 1953–21. Oktober 1957)
- José Rafael Pulido Méndez (21. Juni 1958–16. Januar 1961, dann Koadjutorerzbischof von Mérida)
- Domingo Pérez Roa  (16. Januar 1961–30. April 1966)

### Erzbischöfe von Maracaibo
- Domingo Pérez Roa (30. April 1966–23. Dezember 1992)
- Ramón Pérez Ovidio Morales (23. Dezember 1992–5. Juni 1999, dann Erzbischof ad personam von Los Teques)
- Ubaldo Ramón Santana Sequera FMI (11. November 2000–24. Mai 2018)
- José Luis Azuaje Ayala (seit 24. Mai 2018)

## Statistik
| Jahr | Bevölkerung | Bevölkerung | Bevölkerung | Priester   | Priester           | Priester         | Priester               | Ständige Diakone | Ordensleute | Ordensleute | Pfarreien |
| Jahr | Katholiken  | Einwohner   | %           | Gesamtzahl | Diözesan- priester | Ordens- priester | Katholiken je Priester | Ständige Diakone | männlich    | weiblich    | Pfarreien |
| ---- | ----------- | ----------- | ----------- | ---------- | ------------------ | ---------------- | ---------------------- | ---------------- | ----------- | ----------- | --------- |
| 1949 | 286.000     | 290.000     | 98,6        | 49         | 29                 | 20               | 5.836                  |                  | 34          | 150         | 21        |
| 1966 | 620.000     | 650.000     | 95,4        | 132        | 44                 | 88               | 4.696                  |                  | 120         | 318         | 31        |
| 1970 | 760.000     | 800.000     | 95,0        | 142        | 48                 | 94               | 5.352                  |                  | 141         | 320         | 43        |
| 1976 | 950.000     | 1.100.000   | 86,4        | 111        | 35                 | 76               | 8.558                  |                  | 104         | 178         | 50        |
| 1980 | 815.000     | 865.000     | 94,2        | 120        | 36                 | 84               | 6.791                  |                  | 98          | 300         | 51        |
| 1990 | 1.415.000   | 1.505.000   | 94,0        | 125        | 45                 | 80               | 11.320                 |                  | 92          | 295         | 55        |
| 1999 | 1.747.000   | 2.083.785   | 83,8        | 142        | 79                 | 63               | 12.302                 | 4                | 92          | 296         | 60        |
| 2000 | 1.785.000   | 2.100.000   | 85,0        | 130        | 69                 | 61               | 13.730                 | 4                | 91          | 300         | 60        |
| 2001 | 1.785.000   | 2.100.000   | 85,0        | 133        | 72                 | 61               | 13.421                 | 4                | 91          | 300         | 60        |
| 2002 | 1.785.000   | 2.100.000   | 85,0        | 136        | 75                 | 61               | 13.125                 | 4                | 91          | 300         | 60        |
| 2003 | 1.625.415   | 1.888.000   | 86,1        | 128        | 73                 | 55               | 12.698                 | 4                | 83          | 273         | 66        |
| 2004 | 1.863.690   | 2.006.757   | 92,9        | 121        | 71                 | 50               | 15.402                 | 7                | 71          | 275         | 65        |